# Paul-Henri Mathieu
Paul-Henri Mathieu (* 12. Januar 1982 in Straßburg) ist ein ehemaliger französischer Tennisspieler.

## Karriere
Er gewann 2002 die ATP-Turniere in Lyon und Moskau und erreichte 2003 in Palermo das Finale.
Von 1997 bis 2000 trainierte Mathieu in der Tennisakademie von Nick Bollettieri in Florida. Im Jahr 2000 gewann er die Juniorenkonkurrenz der French Open, im Finale besiegte er dort Tommy Robredo. Für die Saison 2002 erhielt er die Auszeichnung ATP Newcomer of the Year.
2007 gewann er die Sandplatzturniere von Casablanca und Gstaad. Seinen einzigen Doppeltitel sicherte er sich im September 2008 beim ATP-Turnier in Bukarest an der Seite seines Landsmannes Nicolas Devilder mit einer äußerst knappen Entscheidung im dritten Satz (22:20).
Mathieu beendete 2017 nach den Rolex Paris Masters seine Karriere.

## Privates
Mathieu heiratete am zweiten September-Wochenende 2016 Quiterie Camus. Beide sind seit 2012 Eltern eines Sohnes. Im März 2017 bekam das Paar eine Tochter.

## Erfolge
| Legende (Anzahl der Siege)  |
| Grand Slam                  |
| ATP World Tour Finals       |
| ATP World Tour Masters 1000 |
| ATP World Tour 500          |
| ATP World Tour 250 (4)      |
| ATP Challenger Tour (1)     |

| Titel nach Belag |
| Hartplatz (2)    |
| Sand (2)         |
| Rasen (0)        |

### Einzel

#### Turniersiege

##### ATP World Tour
| Nr. | Datum            | Turnier    | Belag         | Finalgegner     | Ergebnis       |
| --- | ---------------- | ---------- | ------------- | --------------- | -------------- |
| 1.  | 6. Oktober 2002  | Moskau     | Hartplatz (i) | Sjeng Schalken  | 4:6, 6:2, 6:0  |
| 2.  | 13. Oktober 2002 | Lyon       | Hartplatz (i) | Gustavo Kuerten | 4:6, 6:3, 6:1  |
| 3.  | 29. April 2007   | Casablanca | Sand          | Albert Montañés | 6:1, 6:1       |
| 4.  | 7. Juli 2007     | Gstaad     | Sand          | Andreas Seppi   | 6:71, 6:3, 7:5 |

##### ATP Challenger Tour
| Nr. | Datum          | Turnier | Belag     | Finalgegner   | Ergebnis       |
| --- | -------------- | ------- | --------- | ------------- | -------------- |
| 1.  | 1. August 2004 | Segovia | Hartplatz | Nicolas Mahut | 6:74, 6:4, 6:4 |

#### Finalteilnahmen
| Nr. | Datum              | Turnier     | Belag         | Finalgegner           | Ergebnis       |
| --- | ------------------ | ----------- | ------------- | --------------------- | -------------- |
| 1.  | 22. September 2003 | Palermo     | Sand          | Nicolás Massú         | 6:1, 2:6, 6:70 |
| 2.  | 8. Oktober 2007    | Moskau      | Hartplatz (i) | Nikolai Dawydenko     | 5:7, 6:79      |
| 3.  | 29. September 2008 | Metz        | Hartplatz (i) | Dmitri Tursunow       | 6:76, 6:1, 4:6 |
| 4.  | 20. Juli 2009      | Hamburg     | Sand          | Nikolai Dawydenko     | 4:6, 2:6       |
| 5.  | 8. August 2015     | Kitzbühel   | Sand          | Philipp Kohlschreiber | 6:2, 2:6, 2:6  |
| 6.  | 7. Februar 2016    | Montpellier | Hartplatz (i) | Richard Gasquet       | 5:7, 4:6       |

### Doppel

#### Turniersiege
| Nr. | Datum              | Turnier  | Belag | Partner          | Finalgegner                          | Ergebnis            |
| --- | ------------------ | -------- | ----- | ---------------- | ------------------------------------ | ------------------- |
| 1.  | 13. September 2008 | Bukarest | Sand  | Nicolas Devilder | Mariusz Fyrstenberg Marcin Matkowski | 7:64, 6:79, [22:20] |

#### Finalteilnahmen
| Nr. | Datum         | Turnier | Belag | Partner       | Finalgegner              | Ergebnis         |
| --- | ------------- | ------- | ----- | ------------- | ------------------------ | ---------------- |
| 1.  | 25. Juli 2010 | Hamburg | Sand  | Jérémy Chardy | Marc López David Marrero | 3:6, 6:2, [8:10] |

## Grand-Slam-Bilanz

### Einzel
| Turnier1                   | 2017 | 2016  | 2015 | 2014  | 2013 | 2012  | 2011 | 2010  | 2009  | 2008  | 2007  | 2006  | 2005  | 2004  | 2003  | 2002  | 2001 | 2000 | 1999 | Gesamt  |
| -------------------------- | ---- | ----- | ---- | ----- | ---- | ----- | ---- | ----- | ----- | ----- | ----- | ----- | ----- | ----- | ----- | ----- | ---- | ---- | ---- | ------- |
| Australian Open            | 1R   | 1R    | 1R   | Q2    | 1R   | –     | –    | –     | 2R    | AF    | 1R    | AF    | 1R    | –     | –     | 1R    | –    | –    | –    | AF      |
| French Open                | 1R   | –     | 1R   | 1R    | 1R   | 3R    | –    | 1R    | 3R    | AF    | 3R    | 3R    | 3R    | –     | 1R    | AF    | 1R   | –    | –    | AF      |
| Wimbledon                  | –    | 1R    | Q3   | 1R    | 2R   | 1R    | –    | AF    | 2R    | 3R    | AF    | 1R    | 1R    | –     | 1R    | 2R    | –    | –    | –    | AF      |
| US Open                    | –    | 2R    | 1R   | 2R    | 1R   | 2R    | –    | 3R    | 1R    | 2R    | 2R    | 2R    | 1R    | 3R    | 1R    | 1R    | –    | –    | –    | 3R      |
| Gewonnene Einzel-Titel     | 0    | 0     | 0    | 0     | 0    | 0     | 0    | 0     | 0     | 0     | 2     | 0     | 0     | 0     | 0     | 2     | 0    | 0    | 0    | 4       |
| Gesamt-Siege/-Niederlagen2 | 1:9  | 18:19 | 7:12 | 11:17 | 6:19 | 14:17 | 0:0  | 11:20 | 28:29 | 32:28 | 46:24 | 23:28 | 28:29 | 10:11 | 16:23 | 23:16 | 0:2  | 2:3  | 0:0  | 276:306 |
| Jahresendposition          | 248  | 73    | 95   | 97    | 129  | 59    | –    | 97    | 33    | 32    | 25    | 55    | 47    | 121   | 83    | 36    | 147  | 272  | –    | N/A     |

Zeichenerklärung: S = Turniersieg; F, HF, VF, AF = Einzug ins Finale / Halbfinale / Viertelfinale / Achtelfinale; 1R, 2R, 3R = Ausscheiden in der 1. / 2. / 3. Hauptrunde bzw. Q1, Q2, Q3 = Ausscheiden in der 1. / 2. / 3. Qualifikationsrunde
1 Turnierresultat in Klammern bedeutet, dass der Spieler das Turnier noch nicht beendet hat; es zeigt seinen aktuellen Turnierstatus an. Nachdem der Spieler das Turnier beendet hat, wird die Klammer entfernt.

2 Stand: Karriereende